# Refraktärmetalle
Refraktärmetalle (lat.: refractarius = widerspenstig, halsstarrig) sind die hochschmelzenden, unedlen Metalle
- der 4. Nebengruppe (Titan, Zirconium und Hafnium)
- der 5. Nebengruppe (Vanadium, Niob und Tantal)
- der 6. Nebengruppe (Chrom, Molybdän und Wolfram).[1][2]

Refraktärmetalle sind bei Raumtemperatur aufgrund von Passivierung relativ korrosionsbeständig (so ist Wolfram weder in Fluorwasserstoffsäure / Flusssäure noch in Königswasser lösbar, sondern nur in Gemischen aus Fluorwasserstoff- und Salpetersäure). Die Gewinnung der Refraktärmetalle wird jedoch dadurch erschwert, dass sie bei hohen Temperaturen leicht mit vielen Nichtmetallen reagieren.
Vorteilhaft für viele technische Anwendungen der Refraktärmetalle sind ihr hoher Schmelzpunkt, ihr niedriger Wärmeausdehnungskoeffizient sowie ihre Leitfähigkeiten für Wärme und elektrischen Strom, die höher liegen als bei Stahl.
Bedingt durch die kubisch-raumzentrierte Gitterstruktur zeigen Refraktärmetalle bei niedrigen Temperaturen einen Übergang von duktilem zu sprödem Materialverhalten. Neuere Untersuchungen haben ergeben, dass das spröde Verhalten bei Temperaturen unterhalb der Debye-Temperatur vor allem durch Verunreinigungen bedingt ist. Dagegen weisen höchstreine Kristalle von Tantal, Niob und Hafnium selbst bei tiefsten Temperaturen eine gute Verformbarkeit auf.